# Valdaora
Valdaora (in tedesco Olang, dialettale Oaling) è un comune italiano sparso di 3 262 abitanti della provincia autonoma di Bolzano in Trentino-Alto Adige, nella val Pusteria, ai piedi di Plan de Corones.

## Geografia fisica
Il comune di Valdaora si suddivide in: Valdaora di sopra (Oberolang), di sotto (Niederolang) e di mezzo (Mitterolang). Il comune confina con il Parco naturale Fanes - Sennes e Braies. Dal paese di Valdaora si svincolano due vallate: a nord la valle di Anterselva e a sud oltre il passo Furcia la val di Marebbe. Tra il paese di Valdaora di sopra e quello di Monguelfo si trova il lago artificiale di Valdaora.

## Origini del nome
Il toponimo è attestato come Ôlaga nel 985-993 e deriva dal celtico Aulaga, patronimico con il significato di bene di un Aulos. Altra origine potrebbe essere quella dal termine Olanga, che in latino è aulatica (dal latino aula e dal greco antico aule, αυλή, ossia "corte").
Nel 1052-1062 è attestato, in un codice del monastero bavarese di Weihenstephan, la forma Mittirnôlag e nel 1138-1147 la forma Mittenolagen (entrambe per Valdaora di mezzo).

## Storia
Lungo la delimitazione meridionale del comune, posta sul passo Furcia, passa il confine linguistico fra la zona germanofona e quella ladina, stabilitasi nel periodo medievale.
Anche Valdaora, come altri centri abitati dell'Alto Adige, è stata oggetto di fortificazioni durante il periodo fascista. Queste opere fortificate fanno parte del Vallo Alpino in Alto Adige e precisamente dello Sbarramento Rasun-Valdaora.
A Valdaora pare sia stato inventato da un contadino il Böckl, una specie di slittino composto da uno sci con sopra uno sgabello.

### Simboli
Lo stemma è d'argento alla banda di verde sulla quale sono raffigurate tre ruote di carro d'oro. Le tre ruote simboleggiano tre frazioni del comune: Valdaora di Sopra, Valdaora di Mezzo e Valdaora di Sotto e la loro disposizione sul pendio. Lo stemma è stato adottato nel 1968.

## Monumenti e luoghi d'interesse

### Architetture religiose
- Chiesa di Santa Maria Assunta
- Chiesa dei Santi Pietro e Agnese
- Chiesa di San Volfango

## Società

### Ripartizione linguistica
La sua popolazione è in larga maggioranza di madrelingua tedesca:
| %      | Ripartizione linguistica (gruppi principali) |
| ------ | -------------------------------------------- |
| 95,64% | madrelingua tedesca                          |
| 3,89%  | madrelingua italiana                         |
| 0,47%  | madrelingua ladina                           |

### Evoluzione demografica
Abitanti censiti

## Amministrazione
| Periodo | Periodo   | Primo cittadino               | Partito | Carica  | Note |
| ------- | --------- | ----------------------------- | ------- | ------- | ---- |
| 2004    | 2010      | Anna Elisabeth Aichner Schenk | SVP     | Sindaco |      |
| 2010    | 2015      | Reinhard Bachmann             | SVP     | Sindaco |      |
| 2015    | in carica | Georg Jakob Reden             | SVP     | Sindaco |      |